# شون لي (عازف جاز)
شون لي (بالإنجليزية: Shon lee)‏ هو عازف جاز أمريكي، ولد في 28 ديسمبر 1963 في ويتشيتا في الولايات المتحدة.

## وصلات خارجية
- الموقع الرسمي
- شون لي على موقع ميوزك برينز (الإنجليزية)
- شون لي على موقع أول ميوزيك (الإنجليزية)
- شون لي على موقع ديسكوغز (الإنجليزية)